# Buscando a Frida
Buscando a Frida é uma telenovela de drama policial e suspense produzida pela Telemundo Global Studios e Argos Comunicación e exibida pela Telemundo em 2021. É uma nova versão da novela americana ¿Dónde está Elisa? criado por Pablo Illanes e Perla Farías, que por sua vez havia feito uma versão do Telemundo com o mesmo nome em 2010. Estreou na Telemundo em 26 de janeiro de 2021, substituindo a segunda temporada de Falsa identidad, e terminou em 24 de maio do mesmo ano, sendo substituído por Café con aroma de mujer.
Se trata de um remake da novela ¿Dónde está Elisa?, produzida pela Televisión Nacional de Chile em 2009 e que posteriormente teve uma outra versão também produzida pela Telemundo em 2010.
Protagonizada por Eduardo Santamarina, Ximena Herrera e Arap Bethke e antagonizada por Alejandra Barros e Rubén Zamora e com atuações estelares de Fabiola Guajardo, Jorge Luis Moreno, Grettell Valdez, Alberto Casanova e Gloria Peralta e com a participação especial de Victoria White como Frida.
Está disponível com áudio dublado em português e legendas na plataforma de streaming HBO Max desde 25 de abril de 2022.

## Sinopse
A vida dos membros da família Pons mudará repentinamente quando Frida (Victoria White) desaparece misteriosamente na noite da festa de aniversário de seu pai. O seu desaparecimento, causará intrigas, ressentimentos, brigas e segredos entre a família virão à tona, o que a colocará no olho do furacão, transformando todos em suspeitos e provando que os Pons não são a família exemplar perfeita.

## Elenco
- Eduardo Santamarina - Abelardo Pons
- Ximena Herrera - Marcela Bribiesca de Pons
- Arap Bethke - Martín Cabrera
- Alejandra Barros - Rafaela Pons de Terán
- Rubén Zamora - Salvador Terán
- Fabiola Guajardo - Silvia Cantú
- Jorge Luis Moreno - Ángel Olvera
- Grettell Valdez - Gabriela Pons de Carmona
- Alberto Casanova - Antonio Carmona
- Gloria Peralta - Fiscal Julieta Zambrano
- Karla Carrillo - Sasha Caballero
- Germán Bracco - Diego Carmona Pons
- Jorge Luis Vázquez - Enrique Arteaga
- Axel Arenas - Robles
- Mayra Sierra - Amanda
- Victoria White - Frida Pons Bribiesca
- Ximena Martínez - Ingrid Terán Pons
- Mikel Mateos - Tomás Terán Pons
- Tamara Guzmán - Rosa "Rosita"
- Ivanna Castro - Carolina Pons Bribiesca
- Valery Sais - Laura Pons Bribiesca
- Roberto Ballesteros - Fabio Pedroza
- David Blanco - Esteban Valdés
- Mario Bustamante - Israel
- Alberto Farrés - Enrique Bolaños
- Andrea Barbier - Sra. Bolaños
- Mónica Jiménez - Juíza

## Exibição
No Brasil está disponível com áudio dublado em português e legendas na plataforma de streaming HBO Max desde 25 de abril de 2022.